# جونگو کانکتیویتی
جونگو کانکتیویتی (به انگلیسی: Jungo Connectivity) یک شرکت نرم‌افزاری اسرائیلی است که در زمینه نرم‌افزارهای تخصصی برای خودرو و توسعه تخصصی گرداننده دستگاه فعالیت دارد.

## تاریخ
جونگو در سال ۱۹۹۸ میلادی به عنوان KRFTech با مسئولیت محدود تأسیس شد. جانگو توسط دو کارمند سابق شرکت شرکت نرم‌افزاری چک پوینت (به انگلیسی: Checkpoint Software Technologies)، یعنی دری شبرمن و اوفر ویلنسکی (که به عنوان اولین مدیر عامل شرکت فعالیت می‌کرد) تأسیس شد، در ابتدا مشغول فعالیت تخصصی در ایجاد ابزارهای لازم برای توسعه دهندگان سخت‌افزار بود. در آوریل ۲۰۰۰ میلادی این شرکت نام خود را به جانگو ال‌تی‌دی Jungo Ltd. تغییر داد.
در آوریل ۲۰۰۱ میلادی، جونگو در دومین افزایش اعتبار بودجه خود توسط صندوق سرمایه گذاری شرکای تل سافت و اینفینئون و شرکت سرمایه‌گذاری اینتل ۷ میلیون دلاری تأمین کرد.
در سال ۲۰۰۳، توشیبا و سامسونگ مشتری این شرکت شدند. در سپتامبر همان سال، جانگو در دور سوم بودجه ۵٫۵ میلیون دلار ی جمع‌آوری کرد. 
در ۴ دسامبر ۲۰۰۶، جونگو با ۱۰۷ میلیون دلار توسط گروه NDS خریداری شد.
در ۱۵ مارس ۲۰۱۲، سیسکو سیستمز اعلام کرد گروه NDS را با قیمت ۵ بیلیون دلار خریداری نمود.
در تاریخ ۱ مه ۲۰۱۳، بخش نرم‌افزار شرکت از آن جدا شد.
سرانجام این بخش به سیسکو پیوست و بخشی از آن شد.